# G187/174次列车
G187/174次列车是中国铁路运行于首都北京市北京南站至浙江省州市台州西站间的高速动车组列车，自2019年7月10日起开行，由上海局集团杭州客运段高铁一队担任客运乘务，列车全程运行1586公里，途经北京市、河北省、天津市、山东省、江苏省、安徽省、浙江省二市五省。其中北京南站至台州西站运行8小时5分，使用车次为G187次；台州西站至北京南站运行7小时56分，使用车次为G174次。

## 历史
2013年7月1日，配合宁杭高铁开通，新增北京南～宁波东G59/58次列车。
2013年12月28日，配合宁波站改造完毕，本对列车调整至宁波站始发终到。
2019年7月10日，本对列车延长至台州西站始发终到。
2021年6月25日，配合京沪高铁运行图重排，本对列车车次调整为G187/174次。

## 使用列车
本对列车使用配属于上海局集团杭州艮山门动车运用所的CRH380BL。

## 其他行驶北京与台州间的过路车次
每天运行于北京与台州间的高速列车约为3对。除G187/174次列车外，另两对分别为G183/184次、G197/198次。